# Dezodoryzacja
Dezodoryzacja – usuwanie niepożądanego zapachu. Usuwany jest niepożądany zapach artykułów codziennego użytku, wody, olejów, ciała, powietrza wnętrz lub strumieni gazów, wprowadzanych do atmosfery z różnych instalacji (np. przemysł, hodowla, obiekty gospodarki komunalnej). Dezodoryzacja jest stosowana m.in. w przemyśle tłuszczowym, podczas wyrobu tłuszczów jadalnych. Dezodoryzacja strumieni gazów odlotowych z różnych obiektów działalności gospodarczej prowadzi do zmniejszenia strumienia zapachowego (ilości odorantów, emitowanych w jednostce czasu). Pozwala zmniejszyć odległości od obiektów, w jakich występują niepożądane zapachy („odory”).

## Metody dezodoryzacji
Wszystkie metody dezodoryzacji, niezależnie od skali, mogą polegać na:
- zmniejszaniu wielkości strumienia uwalnianych odorantów (usuwaniu przyczyn powstawania nieprzyjemnie pachnących związków lotnych),
- zmianach zapachu uwolnionych gazów poprzez:
  - usunięcie części zanieczyszczeń, zwłaszcza tych o najbardziej nieprzyjemnym zapachu i niskich progach wyczuwalności zapachu (zobacz też – próg wyczuwalności zapachu)
  - wprowadzenie do powietrza takich dodatkowych związków chemicznych, które tworzą z odorantami mieszaniny o wyższym progu wyczuwalności lub przyjemniej pachnące (zobacz też – próg wyczuwalności zapachu mieszanin i jakość hedoniczna)

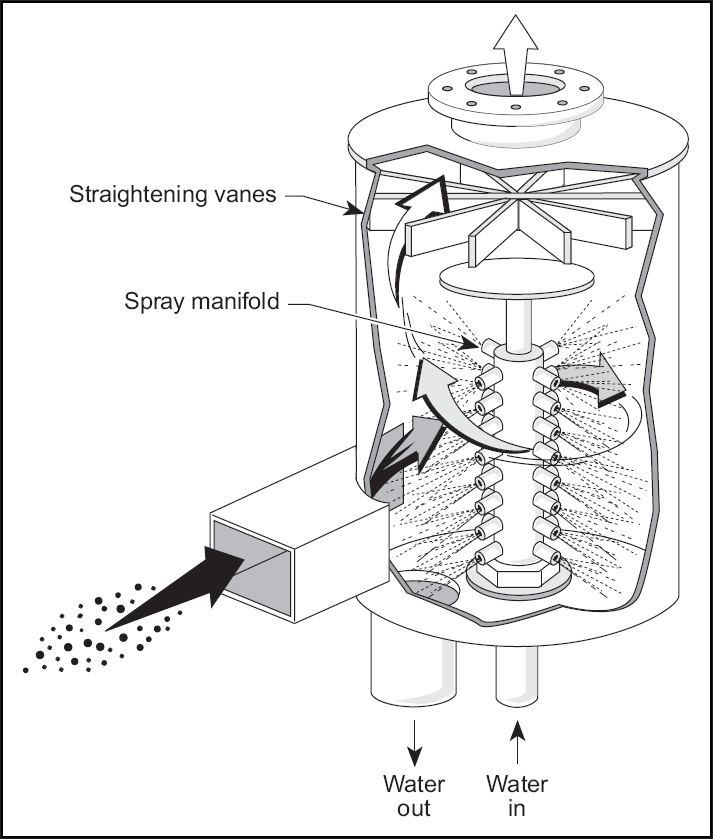
Jeden z typów absorberów

Wszystkie wymienione sposoby są powszechnie stosowane w życiu codziennym. Używanie różnego rodzaju przypraw ma na celu poprawienie jakości wrażeń smakowo/zapachowych (w tym – zamaskowanie zapachów niepożądanych). Dezodoranty i antyperspiranty hamują procesy mikrobiologicznej degradacji białka, których produktami są liczne lotne związki siarki i azotu, o niskich progach wyczuwalności i bardzo nieprzyjemnym zapachu (siarkowodór, tiole, sulfidy, aminy itp.). Dodatkowo dezodoranty zawierają składniki czynne w procesie percepcji zapachu mieszaniny odorantów – podwyższające próg jego wyczuwalności lub nadające mu przyjemny charakter. Takie środki, jak tzw. „stalowe mydło”, przyspieszają (katalizują) chemiczne reakcje związków o nieprzyjemnym zapachu, np. z tlenem powietrza. Produktami reakcji są często związki bezwonne lub słabiej pachnące (np. siarka, dwutlenek siarki). W niektórych przypadkach zapach produktów utleniania może być silniejszy od początkowego (np. wtedy, gdy produkty utleniania odorantów mają jeszcze niższe progi wyczuwalności i bardziej przykry zapach).
Dezodoryzację w większej skali, polegającą na oczyszczaniu emitowanych gazów, przeprowadza się takimi metodami, jak absorpcja, adsorpcja, biofiltracja, termiczne lub katalityczne spalanie zanieczyszczeń, utleniania w fazie gazowej (np. ozonowanie) lub zastosowanie wyładowań koronowych.

## Skuteczność dezodoryzacji
Miarą skuteczności dezodoryzacji może być, na przykład, stopień zmniejszenia: 

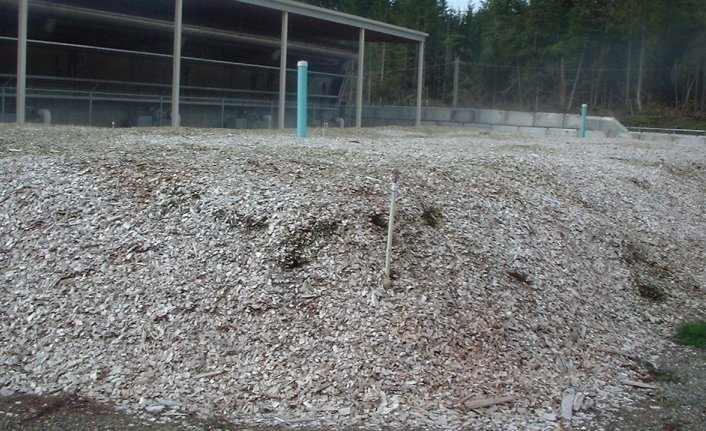
Biofiltr

- stężenia określonego zanieczyszczenia lub określonych zanieczyszczeń emitowanych gazów (wpływ redukcji stężenia składnika na zapach mieszaniny jest trudny do przewidzenia – bywa niekorzystny),
- intensywności zapachu gazu,
- odrazy, przy tej samej lub większej intensywności (poprawa hedonicznej jakości zapachu),
- zapachowego stężenia zanieczyszczeń w punkcie emisji[4][5],
- stężenia zapachowego w określonym punkcie otoczenia źródła odorantów w różnych sytuacjach meteorologicznych (oznaczanego metodami olfaktometrii terenowej lub obliczanego metodą modelowania dyspersji)[6],
- największej odległości od źródła odorantów, w której ich zapach jeszcze jest wyczuwalny (w różnych sytuacjach meteorologicznych)
- intensywności w określonym punkcie otoczenia źródła odorantów (lub zmiana hedonicznej jakości zapachu w tym punkcie),
- liczby skarg ludności otoczenia zakładu lub negatywnych opinii o jakości powietrza, wyrażanych w czasie badań socjologicznych.

Wyrażanie skuteczności dezodoryzacji poprzez zmianę stężenia jednego lub kilku związków chemicznych, występujących w rzeczywistych mieszaninach zanieczyszczeń, wymaga doświadczalnego potwierdzenia istnienia korelacji ze skutecznością mierzoną olfaktometrycznie. Niezbędne długotrwałe pomiary, wymagające użycia kosztownej specjalistycznej aparatury analitycznej (np. wysokiej jakości chromatografów gazowych), są sporadycznie opisywane w publikacjach. W przypadku uciążliwych gazów, emitowanych z oczyszczalni ścieków komunalnych, istnienia korelacji nie potwierdzono.
Skuteczność wyrażana jako stopień zmniejszenia zapachowego stężenia zanieczyszczeń bardzo różni się od wyrażanej jako względna zmiana intensywności niepożądanego zapachu w punkcie emisji lub w określonym punkcie otoczenia źródła. Wynika to z logarytmicznego charakteru zależności intensywności zapachu od stężenia zapachowego (prawo Webera–Fechnera).
Przykład
Dane:
- Stężenie zapachowe przed instalacją dezodoryzującą: cod = 1000 ouE/m³,
- Stężenie zapachowe za instalacją dezodoryzującą: cod = 100 ouE/m³,
- Współczynnik Webera–Fechnera: k = 2

Obliczenia skuteczności procesu:

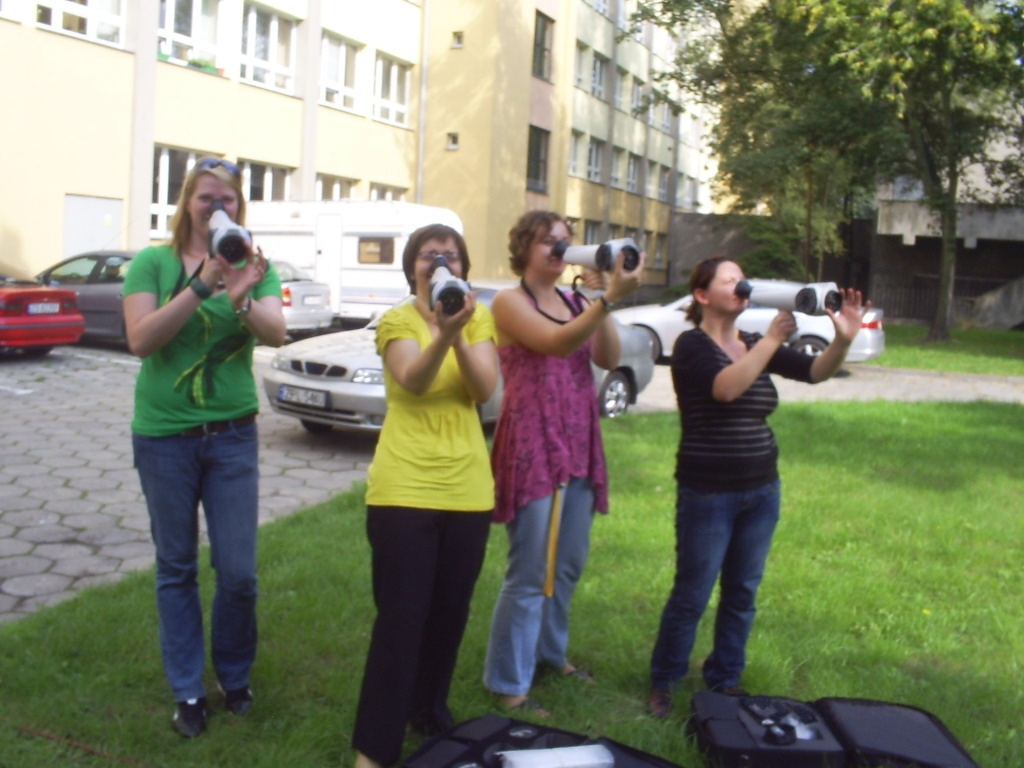
Cwiczenia z olfaktometrii terenowej w ZUT Szczecin

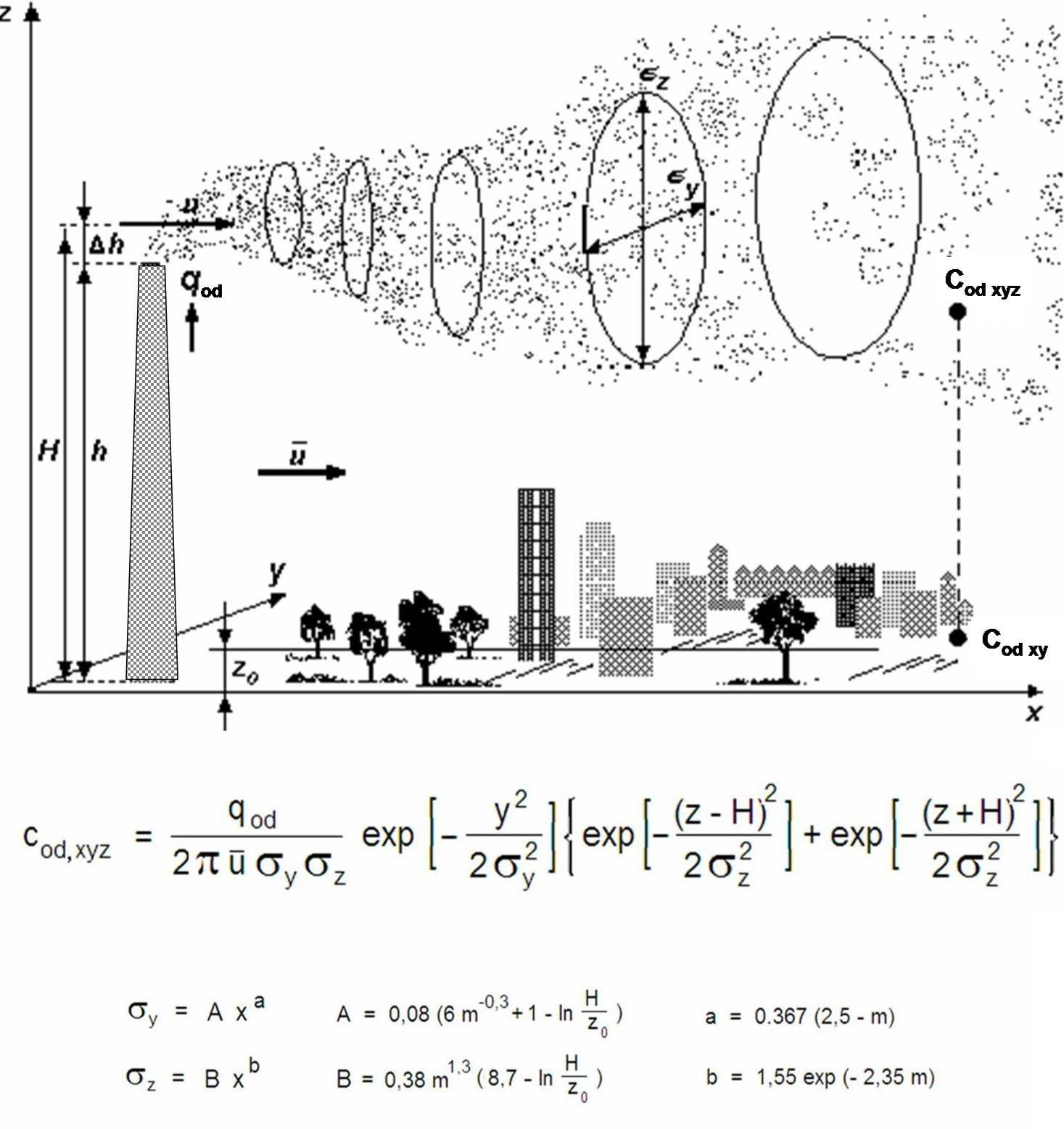
Jeden z modeli dyspersji zanieczyszczeń powietrza w atmosferze

- Względna zmiana stężenia zapachowego: 100% · (1000 − 100) / 1000) = 90%
- Względna zmiana intensywności zapachu (S = k · log cod):
  - wlot: Swlot = 2 · log 1000 = 6
  - wylot: Swylot = 2 · log 100 = 4
  - względna zmiana intensywności (S): 100% · (6 − 4) / 6 = 33%

## Dezodoryzacja w przemyśle
Neutralizacja odorów i substancji toksycznych stanowi ważny element procesu zarządzania gospodarką ściekami w przemyśle i sieci wodociągowej.
Ścieki w systemie sieci kanalizacyjnej podlegają różnym reakcjom chemicznym, w wyniku których wytwarzane są gazy:
- wonne, stanowiące dyskomfort i uprzykrzające życie,
- bezwonne, stanowiące potencjalne zagrożenie zarówno dla naszego zdrowia, jak i środowiska naturalnego.

Zarówno wonne jak i bezwonne gazy mogą wpływać negatywnie na nasze zdrowie poprzez stymulację nerwu trójdzielnego mogą powodować podrażnienia błon śluzowych nosa, gardła i oczu a u niektórych osób może dojść do nasilenia objawów psychosomatycznych.
Neutralizatory skutecznie eliminują odory i substancje toksyczne (wonne i bezwonne), które powstają w obiektach infrastruktury kanalizacyjnej podczas transportu, magazynowania ścieków oraz w procesie ich oczyszczania.